# Локомотив (спортивное общество)
«Локомотив» — добровольное спортивное общество железнодорожников, основанное в СССР в 1936 году.
Генеральным директором общества является Андрей Голдобин, председателем правления РФСО «Локомотив» — Юрий Нагорных.

## История общества
- 5 декабря 1935 года Постановлением ЦК союзов железных дорог и наркома путей сообщения был утвержден Устав нового спортивного общества и тогда же политуправление НКПС вместе с оргбюро «Локомотива» решило сделать 12 января 1936 года днем открытия общества. Первое же сообщение о создании общества появилось 3 ноября 1935 года на страницах газеты «Красный спорт». В нём говорилось, что «на железнодорожном транспорте создается единое Добровольное спортивное общество железнодорожников „Локомотив“, целью которого является повседневная работа по оздоровлению железнодорожников и их семей».
- В 1945 году, по решению ВЦСПС вместо 6 прежних обществ — "Локомотив Центра", "Локомотив Юга", "Локомотив Средней Азии", Локомотив Востока", "Локомотив Заводов" и "Стрела" создан одно централизованное общество "Локомотив"

Общество награждено орденом Трудового Красного Знамени.
- В последние два десятилетия общество претерпело целый ряд структурных изменений в связи с объединением профсоюзных Добровольных спортивных обществ (ДСО) в 1987 году, распадом СССР, новым законодательством и условиями работы железнодорожного транспорта.
- В нынешнем виде РФСО «Локомотив» зарегистрировано Министерством юстиции Российской Федерации 23 апреля 1999 года. РФСО «Локомотив» объединяет физкультурно-спортивные клубы «Локомотив» железнодорожных предприятий, узлов, отделений, железных дорог, учебных заведений, а также метрополитен и транспортных строителей. Основная задача общества — внедрение физической культуры и спорта в быт железнодорожников, транспортных строителей и членов их семей, учащихся железнодорожных школ, средних и высших учебных заведений.

## Руководство общества
Руководители общества "Локомотив":
1936-1938 - Рябоконь Виктор Александрович (председатель)
1938-1941 - Григорьев Александр Павлович (председатель)
1941-1943 - Клочнев Пётр Иванович (председатель)
1944-1949 - Кучменко Владимир Николаевич (председатель)
1949-1954 - Хапанцев Владимир Венедиктович (председатель)
1954-1960 - Губченко Борис Романович (председатель)
1960-1965 - Козин Виктор Васильевич (председатель)
1965-1968 - Антипенок Валентин Панфилович (председатель)
1968-1976 - Соломатин Евгений Иванович (председатель)
1976-1981 - Осипенко Владимир Лаврентьевич (председатель)
1982-1986 - Царик Анатолий Владимирович (председатель)
1987-2002 - Марченко Эдуард Степанович (председатель)
2002-2005 - Шумилов Виктор Ильич (председатель)
2005-2011 - Попов Александр Владимирович (председатель)
2011-2019 - Вдовин Илья Андреевич (исполнительный директор, председатель)
2019-н.в. - Голдобин Андрей Владимирович (генеральный директор)

## Членство в спортивных ассоциациях
- Общество является коллективным членом ряда российских и международных организаций:
  - Конфедерации спортивных организаций России (КСОР);
  - Национальной Молодёжной Лиги России (НМЛ);
  - Международной конфедерации спортивных организаций (МКСО);
  - Ассоциации спортивных клубов «Локомотив» (объединяющих спортсменов, железнодорожников СНГ);
  - с 1957 года — Международного спортивного союза железнодорожников (членство приостановлено в рамках антироссийских санкций).
  - Достижения спортсменов

- За все время выступлений на Олимпийских играх спортсмены-железнодорожники завоевали 82 медали различного достоинства: 42 золотых, 28 серебряных и 12 бронзовых. В летопись олимпийского движения золотыми буквами вписаны имена железнодорожников Веры Крепкиной, Виктора Якушева, Владимира Белоусова, Бориса Селицкого, Людмилы Белоусовой и Олега Протопопова, Владимира Иванова, Бориса Терещука, Юлии Рябчинской, Юрия Стеценко, Юрия Филатова и Валерия Диденко, Татьяны Сарычевой, Виктора Маматова, Сергея Петренко, Левана Тедиашвили, Юрия Каширина, Александра Краснова, Виктора Манакова, Владимира Осокина, Юрия Панченко, Анны Зюськовой. Юрика Варданяна, Юлии Чепаловой, Станиcлава Кулинченко, Вячеслава Екимова, Михаила Игнатьева, Натальи Зуевой, Анны Богалий-Титовец и Александра Третьякова.
- В активе представителей "Локомотива" также более 200 золотых медалей чемпионатов мира и Европы.
- В 2002, 2004 и 2018 году футбольный клуб «Локомотив» (Москва) становился чемпионом России.
- «Локомотив» Ярославль — чемпион России по хоккею с шайбой 2002 и 2003 гг.
- Борис Спасский — 10-й чемпион мира по шахматам (1969—1972)[3][4][5].